# Microcharis tenella
Microcharis tenella är en ärtväxtart som beskrevs av George Bentham. Microcharis tenella ingår i släktet Microcharis och familjen ärtväxter. Inga underarter finns listade i Catalogue of Life.